# Cers (Hérault)
Cers település Franciaországban, Hérault megyében. Lakosainak száma 2523 fő (2022. január 1.). Cers Béziers, Montblanc, Portiragnes és Villeneuve-lès-Béziers községekkel határos.

## Népesség
A település népességének változása:
| Lakosok száma | 666  | 1350 | 1798 | 2192 | 2260 | 2357 | 2566 | 2560 | 2557 | 2523 |
|               | 1968 | 1982 | 1990 | 2006 | 2013 | 2015 | 2017 | 2019 | 2020 | 2022 |